# Madan, Montana
Madan (în bulgară Мадан) este un sat în comuna Boicinovți, regiunea Montana,  Bulgaria. 

## Demografie
Componența etnică a satului Madan
     Bulgari (78,57%)
     Romi (18,65%)
     Nicio identificare (2,77%)
     Altele (0%)
La recensământul din 2011, populația satului Madan era de 756 locuitori. Din punct de vedere etnic, majoritatea locuitorilor (78,57%) erau bulgari, cu o minoritate de romi (18,65%). Pentru 2,77% din locuitori nu este cunoscută apartenența etnică.